# Khasso
Khasso (auch: Xaaso) war ein westafrikanisches Königreich. Im 17. bis ins 19. Jahrhundert bestand es in einem Territorium, welches heute Senegal und die Region Kayes von Mali umfasst. Es war in vorgeschichtlicher Zeit Gebiet der Serer. Vom 17. bis zum 19. Jahrhundert war die Hauptstadt Medina.
Fulas (auch: Peuls; Fulɓe) gründeten das Königreich am Senegal-Fluss. Der Stamm war eingewandert und hatte die lokalen Malinké und Soninké-Populationen integriert. Séga Doua (r. 1681–1725) gilt als der erste Fankamala (König) der Khasso und seine Dynastie dauerte bis zum Tod seines Nachkommen Demba Séga 1796. Nach einem Bürgerkrieg zwischen dessen Söhnen Dibba Samballa und Demba Maddy zerfiel das Königreich in fünf kleinere Staaten, von denen der mächtigste Dembaya unter Hawa Demba Diallo (r. 1810–1833) war.
Wie das Reich von Bambara im Osten war auch die Wirtschaft in den Khasso-Königreichen stark vom Sklavenhandel abhängig. Der Status einer Familie bemaß sich an der Zahl der Sklaven, die ihr gehörten. Daraufhin entwickelten sich Kriege, die nur darauf hinzielten, mehr Gefangene zu machen. Dieser Handel führte auch zu zunehmendem Kontakt der Khasso mit den europäischen Siedlungen an Afrikas Westküste, besonders mit den Franzosen.
1857 griff der Eroberer der Tukulor, El Hadj ʿUmar Tall die Khasso im Zuge seines Dschihad an, wurde aber bei Medina Fort abgewiesen, allerdings mit Hilfe der französischen Verbündeten, speziell General Louis Faidherbe. In der Folge kamen die Khasso zunehmend unter französischer Kontrolle wieder, bis sie 1880 in die Kolonie Französisch-Sudan einverleibt wurden.
Heutige Einwohner dieser Region bezeichnen sich oft als Khassonké.